# Storia di Panama
Panama fu esplorato e colonizzato dagli Spagnoli nel XVI secolo. Nel 1821, sotto la direzione dell'allora colonnello José de Fábrega, dichiarò la propria indipendenza dalla corona spagnola e si unì alla Grande Colombia di Simón Bolívar. Quando questa si dissolse nel 1880, Panama rimase parte della Colombia.
Intanto tra il 1850 e il 1855 era stata costruita la prima ferrovia transcontinentale americana, la Panama Railway.

## Indipendenza dalla Colombia
Il 3 novembre 1903, la Repubblica di Panama dichiarò la propria indipendenza dalla Colombia. Il Presidente del Consiglio Municipale, Demetrio H. Brid, la più alta autorità all'epoca, divenne Presidente de facto, nominando un governo provvisorio il 4 novembre a dirigere gli affari della nuova repubblica. Gli Stati Uniti, primo Stato a riconoscere la nuova Repubblica di Panama, inviarono l'esercito a difenderne gli interessi economici. L'Assemblea Costituente del 1904 elesse Dr. Manuel Amador Guerrero, un membro importante del partito dei Conservatori, come il primo Presidente costituzionale della Repubblica di Panama.
Nel dicembre del 1903, rappresentanti della repubblica firmarono il Trattato Hay-Bunau Varilla con gli Stati Uniti che garantì il diritto a questi ultimi di costruire e amministrare indefinitamente il Canale di Panama, che fu aperto nel 1914. Il Trattato generò un contenzioso diplomatico tra i due Paesi, che raggiunse il punto critico nelle rivolte del Giorno dei Martiri (9 gennaio 1964). La firma dei Trattati Torrijos-Carter nel 1977 pose fine allo scontro.
L'intento originale dei padri fondatori era di portare pace e armonia tra i due maggiori partiti (Conservatori e Liberali). Il governo panamense attraversò comunque periodi di instabilità e corruzione e, in vari momenti della sua storia, il mandato di un presidente eletto terminò prematuramente. Nel 1968 un colpo di Stato rovesciò il governo del recentemente eletto Arnulfo Arias Madrid. Il generale Omar Torrijos riuscì ad assumere un forte ruolo di potere all'interno della giunta militare a capo del Paese e, in seguito, a imporsi in modo autocratico fino al giorno della sua morte, avvenuta apparentemente in un incidente aereo nel 1981.
Dopo la morte di Torrijos, il potere passò nelle mani del generale Manuel Noriega, precedentemente a capo della polizia segreta panamense ed ex-informatore della CIA. Gli Stati Uniti rivolsero a Noriega l'accusa di traffico di droga internazionale. Il 20 dicembre 1989 ventisettemila soldati statunitensi invasero Panama, con l'intenzione di rimuovere Noriega.
Poche ore dopo l'avvio dell'operazione Just Cause, in una cerimonia che ebbe luogo all'interno della base militare statunitense nella precedente Zona del Canale di Panama, Guillermo Endara (vincitore nelle elezioni del maggio 1989) prestò giuramento come nuovo Presidente di Panama. Dieci anni dopo l'invasione, l'amministrazione del Canale tornò sotto il controllo panamense, in accordo con la tempistica stabilita nei Trattati Torrijos-Carter. Dopo l'invasione, Noriega trovò asilo presso la missione diplomatica della Santa Sede, rappresentata a Panama da mons. José S. Laboa. Noriega si arrese ai militari americani dopo che erano state diffuse voci che la folla era pronta ad assaltare la nunziatura apostolica e a linciarlo. Condotto in Florida, ne fu richiesta formalmente l'estradizione e fu processato. Potrebbe essere rilasciato sulla parola a settembre del 2007, ma i Panamensi ne hanno chiesto il trasferimento in patria per processarlo per omicidio.
In ottemperanza ai Trattati Torrijos-Carter, gli Stati Uniti hanno restituito tutto il territorio del Canale a Panama il 31 dicembre 1999, ma si sono riservati il diritto di intervenire militarmente nell'interesse della sicurezza nazionale.
La popolazione di Panama ha approvato l'ampliamento del Canale, in modo da incrementare il numero di navi in transito.